# 南路党人民抗日游击总队李一鸣大队第五中队活动旧址
南路党人民抗日游击总队李一鸣大队第五中队活动旧址，位于中国广东省茂名市化州市同庆镇，为化州市文物保护单位，类型为近现代重要史迹及代表性建筑，公布时间为2000年1月。
南路党人民抗日游击总队李一鸣大队第五中队活动旧址的历史年代为清代。